# 그레고리 매과이어
그레고리 매과이어(영어: Gregory Maguire, 1954년 6월 9일 ~ )는 미국의 소설가이다.

## 작품
- 마녀
- 신데렐라 언니의 고백
- 거울아 거울아
- 위키드